# Victor Dolipschi

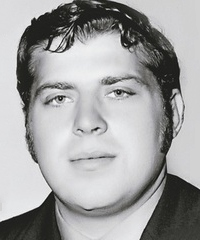
Victor Dolipschi

Victor Dolipschi (* 19. Oktober 1950 in Bukarest; † 14. Januar 2009) war ein rumänischer Ringer. Er gewann bei den Olympischen Spielen 1972 in München und 1984 in Los Angeles jeweils eine Bronzemedaille im griechisch-römischen Stil im Superschwergewicht.

## Werdegang
Victor Dolipschi begann als Jugendlicher beim Sportclub Rapid Bukarest mit dem Ringen. Sein Trainer war dort Marin Belușica. Er konzentrierte sich dabei ganz auf den griechisch-römischen Stil und war bei den Senioren bei einer Größe von 1,86 Metern immer ein ausgewachsener Superschwergewichtler (Gewichtsklasse über 100 kg Körpergewicht), der zu seinen besten Zeiten ca. 150 kg wog. 1969 wechselte er zum Sportclub Dinamo Bukarest, bei dem er bis zu seinem Karriereende 1988 blieb.
Bereits mit 18 Jahren wurde er bei den Balkan-Spielen in Constanța im Superschwergewicht eingesetzt und belegte dort hinter Alexandar Tomow aus Bulgarien, der später zu seinem Dauerrivalen und Angstgegner bei den internationalen Meisterschaften werden sollte und dem Jugoslawen Miroslaw Grubanow den 3. Platz.
1971 kämpfte er in drei Länderkämpfen Rumänien gegen die Bundesrepublik Deutschland dreimal gegen den deutschen Europameister von 1970 Roland Bock aus Deutschland. Er verlor dabei den ersten Kampf und rang im zweiten Kampf gegen Bock unentschieden. Im dritten Kampf wurden beide Ringer wegen Passivität disqualifiziert. 1972 war er auch bei Länderkämpfen Rumäniens in der BRD dabei und kämpfte dort gegen Horst Schwarz aus Untertürkheim unentschieden und gewann über Lorenz Hecher aus Hallbergmoos nach Punkten.
1971 war er bei der Weltmeisterschaft in Sofia am Start und kam dort zu einem Sieg über Giuseppe Marcucci aus Italien. Gegen den mehrfachen Weltmeister Anatoli Roschtschin aus der Sowjetunion und gegen József Csatári aus Ungarn gelangen ihm „Unentschieden“, gegen Alexandar Tomow verlor er aber und kam damit auf den 6. Platz.
Seine erste Medaille bei einer internationalen Meisterschaft gewann er bei der Europameisterschaft 1972 in Kattowitz. Er siegte dort über Omar Topuz aus der Türkei, Anatoli Kotschnew aus der UdSSR und Roland Bock, verlor aber wieder gegen Alexandar Tomow. Er gewann damit eine EM-Bronzemedaille. Bei den Olympischen Spielen in München gelangen ihm Siege über Edward Wajda aus Polen und József Csatári. Dann traf er auf den deutschen Nationalhelden Wilfried Dietrich, der auch bei seinen fünften Olympischen Spielen eine Medaille gewinnen wollte. Dolipschi gelang es aber mit seiner sperrigen Ringweise den Angriffen von Dietrich Stand zu halten. Kurz vor Ende des Kampfes hatten beide Ringer jeweils zwei Verwarnungen wegen Passivität erhalten. Das Kampfgericht entschied sich dann dafür, Dietrich die dritte Verwarnung zu erteilen, wodurch Dolipschi den Kampf gewonnen hatte. Dietrich blieb zwar im Wettbewerb, trat zu seinem nächsten Kampf gegen den sowjetischen Ringer Anatoli Roschtschin verärgert über das seiner Meinung nach ungerechte Kampfrichterurteil nicht mehr an. Zur dritten Verwarnung von Dietrich ist zu sagen, dass viele Ringerexperten seine Auffassung teilten, Dolipschi daran aber keine Schuld traf, denn dieser suchte natürlich seine Chance den Kampf zu gewinnen. Ein Kampfgericht in anderer Besetzung hätte vielleicht gerade andersherum entschieden, denn Dietrich war nicht weniger passiv als Dolipschi. Für Victor Dolipschi brachte dieser Sieg jedenfalls den Gewinn der olympischen Bronzemedaille, denn in seinen beiden letzten Kämpfen erreichte er gegen Alexandar Tomow zwar erstmals in seiner Laufbahn ein Unentschieden, verlor aber gegen Anatoli Roschtschin.
Im Jahre 1973 war er bei den internationalen Meisterschaften weniger erfolgreich. Bei der Europameisterschaft in Helsinki gelang ihm nur ein Unentschieden gegen Omar Topuz, während er gegen Ištvan Semeredi aus Jugoslawien und Alexandar Tomow verlor und damit nur den 7. Platz erreichte. Bei der Weltmeisterschaft des gleichen Jahres in Teheran kam er nur zu einem Sieg über den Schweizer Karl Bachmann. Gegen Marek Galiński aus Polen und Alexandar Tomow verlor er und erreichte damit den 5. Platz im Superschwergewicht.
In der Zwischenzeit war Victor Dolipschi in Rumänien in Roman Codreanu ein harter Konkurrent erwachsen. Dieser verdrängte ihn in Rumänien auf den 2. Platz im Superschwergewicht, so dass Dolipschi zunächst bei keinen internationalen Meisterschaften mehr zum Einsatz kam. Erst 1977 war er bei der Europameisterschaft in Bursa wieder am Start. Er siegte dort über Wladimir Romanowski aus der Tschechoslowakei und über Ege Kenan aus der Türkei, verlor er aber überraschenderweise gegen Klaus Zindel aus der DDR und weniger überraschend gegen Nikola Dinew aus Bulgarien, gewann aber trotzdem noch eine EM-Bronzemedaille. Bei der Weltmeisterschaft 1977 in Göteborg blieb er sieglos und belegte dort nur den 8. Platz.
In den folgenden Jahren nahm er noch an einigen internationalen Turnieren teil, startete aber bei keinen internationalen Meisterschaften mehr. Zwischen 1976 und 1979 z. B. startete er viermal beim Großen Preis der Bundesrepublik Deutschland in Aschaffenburg und belegte dort immer hervorragende Plätze. Im Jahre 1977 gewann er dieses Turnier sogar vor dem sowjetischen Sportler Awtandil Maisuradse und dem Polen Zygmunt Andrecki.
Victor Dolipschi hatte zu Beginn der 1980er Jahre an der rumänischen Sporthochschule ANEFS in Bukarest mit einem Sportlehrerstudium begonnen, das er 1984 abschloss. Ab diesem Zeitpunkt wurde er auch Trainer bei Dinamo Bukarest. Im Jahre 1984 versuchte er ein Comeback als Ringer und qualifizierte sich auch für die Teilnahme an der Europameisterschaft in Jönköping. Er siegte dort über József Nagy aus Ungarn und Refik Memišević aus Jugoslawien, verlor aber erneut gegen Alexandar Tomow, der wie er nach einigen Jahren der Pause ein Comeback unternahm und gegen Igor Rostorozki aus der UdSSR, womit er auf den 5. Platz kam. Er nahm dann auch an den Olympischen Spielen 1984 in Los Angeles teil, weil sich Rumänien als eines der wenigen Ostblock-Länder nicht an dem Boykott der anderen sozialistischen Länder beteiligte. Er traf dort in seinem ersten Kampf auf den Schweden Tomas Johansson und verlor diesen Kampf. Danach besiegte er Antonio Lapenna aus Italien u. El Haddad aus Ägypten und verlor den Kampf um die Bronzemedaille gegen Refik Memišević. Nach den Spielen wurde festgestellt, dass Tomas Johansson, der eigentlich die Silbermedaille gewonnen hatte, gedopt war. Aus diesem Grunde wurde er disqualifiziert. Memišević erhielt die Silbermedaille und Victor Dolipschi nach 1972 zum zweiten Mal eine olympische Bronzemedaille.
In den nachfolgenden Jahren wirkte er auch als Trainer der rumänischen Nationalmannschaft der griechisch-römisch-Ringer und war von 1996 bis 1998 Generalsekretär des rumänischen Ringerverbandes.

## Internationale Erfolge
| Jahr | Platz  | Wettbewerb                                                   | Gewichtsklasse | |
| 1968 | 3.     | Balkan-Spiele in Constanța                                   | Schwer         | hinter Alexandar Tomow, Bulgarien u. Miroslaw Grubanow, Jugoslawien |
| 1969 | 3.     | Intern. Turnier in Bukarest                                  | Superschwer    | hinter Pavel u. Popovici, beide Rumänien |
| 1970 | 3.     | Intern. Turnier in Split                                     | Superschwer    | hinter Horst Schwarz, BRD u. Istvan Semeredi, Jugoslawien |
| 1971 | 3.     | Klippan-Turnier                                              | Superschwer    | hinter Alexandar Tomow u. Horst Schwarz |
| 1971 | 6.     | EM in Sofia                                                  | Superschwer    | mit einem Sieg über Giuseppe Marcucci, Italien, Unentschieden gegen Anatoli Roschtschin, Sowjetunion u. József Csatári, Ungarn u. einer Niederlage gegen Alexandar Tomow, Bulgarien |
| 1972 | 2.     | „Nikola Petrow“-Turnier in Sofia                             | Superschwer    | hinter Alexandar Tomow u. Petr Kment, Tschechoslowakei |
| 1972 | 3.     | Intern. Rumänische Meisterschaften in Bukarest               | Superschwer    | hinter Anatoli Roschtschin u. Anatoli Selenko, beide UdSSR |
| 1972 | 3.     | EM in Kattowitz                                              | Superschwer    | mit Siegen über Omar Topuz, Türkei, Anatoli Kotschnew, UdSSR u. Roland Bock, BRD u. einer Niederlage gegen Alexandar Tomow                                                          |
| 1972 | Bronze | OS in München                                                | Superschwer    | mit Siegen über Edward Wajda, Polen, József Csatári u. Wilfried Dietrich, BRD, einem Unentschieden gegen Alexandar Tomow u. einer Niederlage gegen Anatoli Roschtschin              |
| 1973 | 1.     | „Pytlasinksi“-Turnier in Warschau                            | Superschwer    | vor Roman Codreanu, Rumänien u. Wassili Merkulow, UdSSR |
| 1973 | 7.     | EM in Helsinki                                               | Superschwer    | mit einem Unentschieden gegen Omar Topuz u. Niederlagen gegen Istvan Semeredi u. Alexandar Tomow                                                                                    |
| 1973 | 5.     | WM in Teheran                                                | Superschwer    | mit einem Sieg über Karl Bachmann, Schweiz u. Niederlagen gegen Marek Galiński, Polen u. Alexandar Tomow                                                                            |
| 1973 | 3.     | Universitäten-WM in Moskau                                   | Superschwer    | hinter Schota Morschiladse, UdSSR u. P. Stantschew, Bulgarien |
| 1975 | 2.     | Intern. Turnier in Galați                                    | Superschwer    | hinter Roman Codreanu, vor Schota Morschiladse u. Richard Wolff, BRD |
| 1975 | 3.     | „Werner-Seelenbinder“-Turnier in Leipzig                     | Superschwer    | hinter Alexandar Tomow u. Roman Codreanu |
| 1976 | 3.     | Großer Preis der Bundesrepublik Deutschland in Aschaffenburg | Superschwer    | hinter Nikola Dinew, Bulgarien u. Richard Wolff, vor Zygmunt Andrecki, Polen u. Ewgeni Artjuchin, UdSSR                                                                             |
| 1977 | 1.     | Großer Preis der BRD in Aschaffenburg                        | Superschwer    | vor Awtandil Maisuradse, UdSSR u. Zygmunt Andrecki |
| 1977 | 3.     | EM in Bursa                                                  | Superschwer    | mit Siegen über Wladimir Romansowski, Tschechoslowakei u. Ege Kenan, Türkei u. Niederlagen gegen Klaus Zindel, DDR u. Nikola Dinew                                                  |
| 1977 | 8.     | WM in Göteborg                                               | Superschwer    | Sieger: Nikola Dinew vor Oleksandr Koltschynskyj, UdSSR u. Arne Robertsson, Schweden                                                                                                |
| 1978 | 2.     | Großer Preis der BRD in Aschaffenburg                        | Superschwer    | hinter Awtandil Maissuradse, vor Rangel Gerowski, Bulgarien u. Prvoslav Ilić, Jugoslawien                                                                                           |
| 1978 | 2.     | „Iwan-Poddubny“-Turnier in Moskau                            | Superschwer    | hinter Alexander Koltschinski, vor Tscherkossow, beide UdSSR |
| 1979 | 5.     | Großer Preis der BRD in Aschaffenburg                        | Superschwer    | hinter Alexander Koltschinski, Rangel Gerowski, Marek Galiński u. Roman Codreanu |
| 1981 | 1.     | Universitäten-WM in Bukarest                                 | Superschwer    | vor Refik Memišević u. Iwan Karapetjan, UdSSR |
| 1984 | 5.     | EM in Jönköping                                              | Superschwer    | mit Siegen über József Nagy, Ungarn u. Refik Memišević, Jugoslawien u. Niederlagen gegen Alexandar Tomow u. Igor Rostorozki, UdSSR                                                  |
| 1984 | Bronze | OS in Los Angeles                                            | Superschwer    | mit Siegen über Antonio Lapenna, Italien u. El Haddad, Ägypten und Niederlagen gegen Tomas Johansson, Schweden u. Refik Memišević                                                   |

Anm.: alle Wettbewerbe im griechisch-römischen Stil, OS = Olympische Spiele, WM = Weltmeisterschaft, EM = Europameisterschaft, Schwergewicht, bis 1968 über 97 kg Körpergewicht, Superschwergewicht, ab 1969 über 100 kg Körpergewicht, eine Gewichtsbeschränkung nach oben gab es in jenen Jahren noch nicht.

## Rumänische Meisterschaften
Victor Dolipschi gewann insgesamt siebenmal die rumänische Meisterschaft im Superschwergewicht, immer im griechisch-römischen Stil.